# Udo Guggenbichler
Udo Guggenbichler (* 10. August 1974 in Villach) ist ein österreichischer Politiker (FPÖ) und Unternehmer. Er ist seit 2010 Abgeordneter zum Wiener Landtag und Mitglied des Wiener Gemeinderats. Guggenbichler ist Vorsitzender Stellvertreter im Gemeinderatssauschuss Finanzen, Wirtschaft, Arbeit, Internationales und Digitales wie auch 1. Vorsitzender Stellvertreter im Gemeinderatsausschuss für Petitionen der Stadt Wien. Zudem ist er Klubobmann Stellvertreter des Freiheitlichen Gemeinderats und Landtagsklubs in Wien.

## Leben
Guggenbichler absolvierte die Höhere Technische Lehranstalt für Fertigungstechnik in Ferlach und legte dort 1995 die Matura ab. Im selben Jahr nahm er das Studium der Rechtswissenschaften an der Universität Wien auf. Ab 1995 absolvierte Guggenbichler absolvierte zudem eine Ausbildung zur Sicherheitsfachkraft und zum Brandschutzbeauftragten, war als Referent bei der Ausbildung zur Sicherheitsfachkraft in Kärnten, der Steiermark und Wien aktiv. Im Jahr 1998 nahm er zusätzlich eine Anstellung beim Arbeits- und Sozialmedizinischen Zentrum Mödling als Sicherheitsfachkraft an, wobei er in diesem Unternehmen zwischen 2001 und 2016 zudem auch Mitglied des Aufsichtsrates war. Seit 2. September 2016 ist Guggenbichler Inhaber des Unternehmens UGT-Technical Solutions. Guggenbichler absolvierte die Universität Klagenfurt mit einem Master of Science (MSc).
Guggenbichler galt als langjähriger enger Freund und Weggefährte von Heinz-Christian Strache.

## Politik
Guggenbichler wurde am 25. November 2010 als Landtagsabgeordneter und Mitglied des Gemeinderats angelobt. Im FPÖ-Rathausklub hatte er die Funktion des Umweltsprechers inne. Er ist zudem innerparteilich als Bezirksparteiobmann der FPÖ-Währing aktiv und Mitglied der Landesparteileitung und des Landesparteivorstands. Zudem ist er Mitglied des FPÖ-Bundesparteivorstands und der FPÖ-Bundesparteileitung.
Ehemalige Ausschussmandate im Wiener Gemeinderat: Ausschuss für Bildung, Jugend, Information und Sport, Umweltausschuss, Petitionen, Wohnbauförderungsbeirat, Ausschuss für Wohnen, Wohnbau und Stadterneuerung, Gemeinderatsausschuss für Wohnen, Wohnbau, Stadterneuerung und Frauen, ebenfalls Kultur und Wissenschaft, Ausschuss für Kultur, Wissenschaft und Sport, Immunitätskollegium, Unvereinbarkeitsausschuss, Ausschuss für Umwelt und Wiener Stadtwerke, Stadtrechnungshofausschuss, Gemeinderätliche Personalkommission, sowie Kultur und Wissenschaft, wie auch Gemeinderätliche Untersuchungskommission „Wien Energie“.
Udo Guggenbichler ist seit seiner Wahl in den Wiener Gemeinderat 2025 auch Mitglied des Ständigen Ausschusses der Stadt Wien. Dieser Ausschuss hat eine besondere verfassungsrechtliche Stellung im Rahmen der Wiener Stadtverfassung und dient insbesondere der Kontrolle und Aufsicht über die Geschäftsführung der Stadtregierung. Er wird aus Mitgliedern des Wiener Landtags bzw. Gemeinderats gebildet und erfüllt wichtige Kontrollfunktionen gegenüber dem Stadtsenat und der Verwaltung.
Der Ständige Ausschuss ist kein regulärer Fachausschuss, sondern ein dauerhaft eingerichtetes Organ mit besonderen Mitwirkungsrechten bei verfassungsrechtlich relevanten Entscheidungen. Guggenbichler bringt sich dort in seiner Rolle als FPÖ-Abgeordneter mit sicherheits- und ordnungspolitischem Fokus ein.
Weiters ist Udo Guggenbichler Kuratoriumsmitglied im Wiener Arbeitnehmer Förderungsfonds „waff“ und Beirat in der Wirtschaftsagentur Wien, sowie Experte im Austrian Standards Komitee 052 Arbeitsschutz, Ergonomie und Sicherheitstechnik, wie auch Mitglied der AG zur Bekämpfung des Antisemitismus in Wien, des Wiener Umwelt- und Naturschutzbeirates und des OECD Global Parliamentary Network.
Im Rahmen des Diplomlehrgangs Global Advancement Programme (GAP) der YUNA Austria hält er Vorträge in jedem Lehrgang vor Studierenden und Young Professionals. Das GAP-Programm gilt als außeruniversitäre Ausbildung für engagierte junge Menschen, die sich auf Karrieren in Politik, Diplomatie, Wirtschaft, Medien und Kultur vorbereiten.

## Funktionen in der Wirtschaftskammer
Udo Guggenbichler ist auf Bundes- und Landesebene in mehreren Gremien der Wirtschaftskammerorganisation tätig. Auf Bundesebene ist er Mitglied im Ausschuss des Fachverbands der Freizeit- und Sportbetriebe sowie im Ausschuss des Fachverbands der persönlichen Dienstleister innerhalb der Wirtschaftskammer Österreich (WKÖ). Darüber hinaus ist Guggenbichler Mitglied des Bundesvorstandes der Freiheitlichen Wirtschaft, der parteinahen Interessenvertretung innerhalb der Wirtschaftskammerorganisation.
Auf Landesebene ist Guggenbichler in der Wirtschaftskammer Wien (WKW) aktiv. Er ist Mitglied der Spartenkonferenz der Sparte Gewerbe und Handwerk Wien. Außerdem gehört er mehreren Fachgruppen-Ausschüssen an, darunter der Fachgruppe Wien der persönlichen Dienstleister, der Fachgruppe Wien der Ingenieurbüros sowie der Fachgruppe Wien der Freizeit- und Sportbetriebe.
Zusätzlich ist er Mitglied des Landesvorstandes der Freiheitlichen Wirtschaft Wien und fungiert dort als Sprecher der Stammmitglieder.

## Vereinstätigkeiten
Seit 2021 ist Guggenbichler im Vorstand des Verband der öffentlichen Wirtschaft und Gemeinwirtschaft Österreichs (VÖWG), dadurch auch für 2024 bis 2026 im International Bord des Internationalen Forschungs- und Informationszentrums für Gemeinwesen – (CIRIEC). Im Verband Österreichischer Sicherheits-Experten ist er Schriftführer.
Weiters ist er seit 2002 Vorsitzender des Österreichischen Pennäler Rings, des Dachverbands schlagender Schülerverbindungen in Österreich. Der ÖPR beziehungsweise die schlagenden Burschenschaften sind keine offiziellen Vorfeldorganisation der FPÖ. Weiters ist Guggenbichler persönlich Mitglied der Wiener akademischen Burschenschaft Albia sowie der Pennalverbindungen t.V! Hollenburg zu Ferlach und SV! Gothia zu Meran.
Seit 2012 ist Guggenbichler Obmann des Wiener-Akademikerball-Ballausschusses – Verein für Wissenschaft, Forschung, Kultur und Menschenrechte, dessen hauptsächlicher Zweck die Ausrichtung des Akademikerballs ist.

## Kontroversen
Nach dem Vorwurf Guggenbichlers gegenüber der Sozialistischen Jugend, eine „rote Nazi-Jugend“ zu sein, widerrief er dies öffentlich.

## Auszeichnungen (Auswahl)
- 2023: Goldenes Ehrenzeichen für Verdienste um das Land Wien[24]

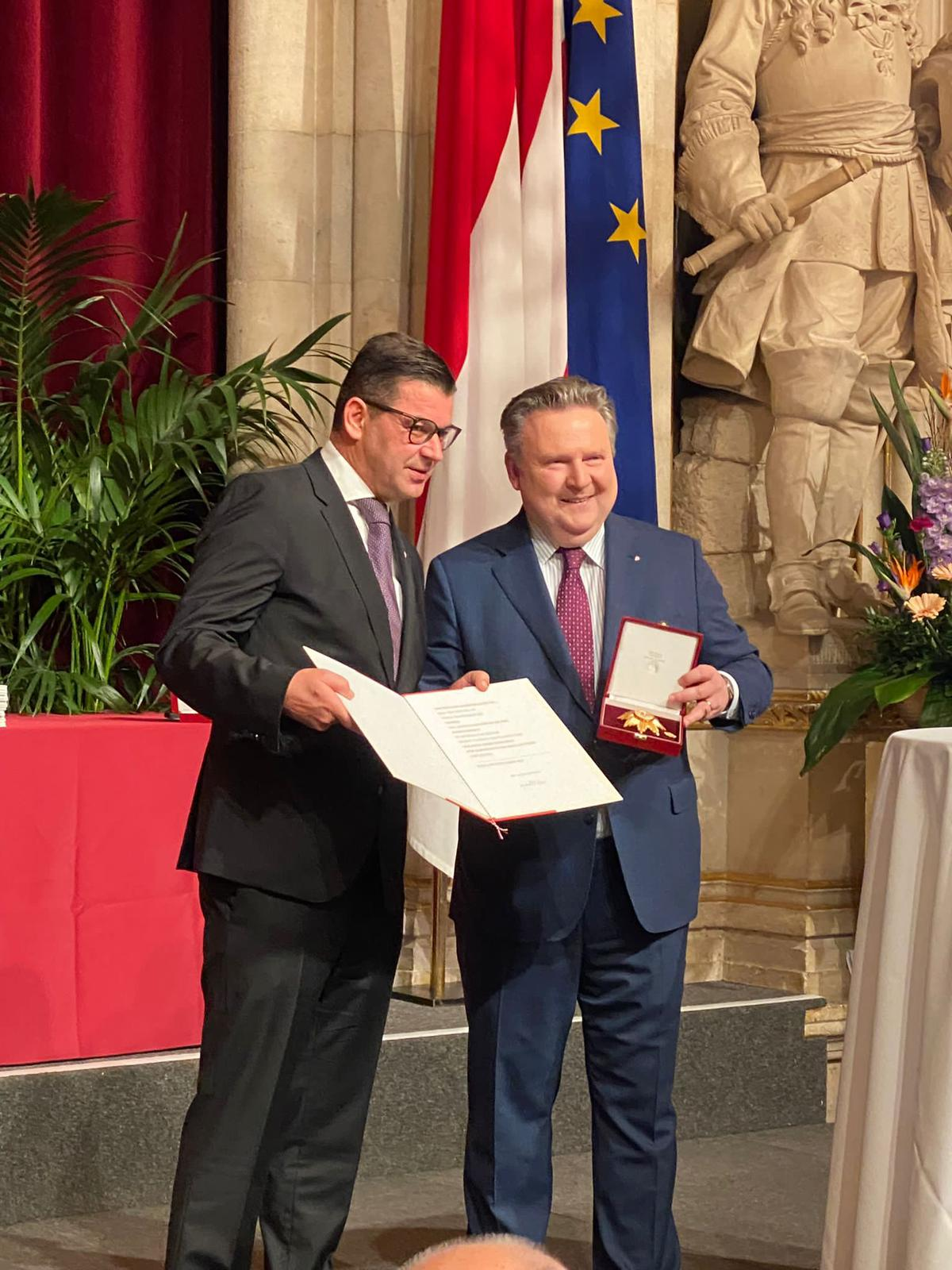
Verleihung des goldenen Ehrenzeichens für Verdienste um das Land Wien.